# Arroyo la Lisa
El arroyo la Lisa es un pequeño riachuelo situado en el municipio de Almonaster la Real (Huelva, España). Este arroyo se encuentra próximo a las aldeas de Gil Márquez y de Las Veredas, ambas pertenecientes a Almonaster. Sobre la ribera se encuentra el Puente de las Tres Fuentes, construido por discípulos de Gustave Eiffel y por el que pasa el ferrocarril Huelva-Zafra. El arroyo la Lisa es afluente del barranco del Moro, que desemboca, tras unirse con otros arroyos, en el río Odiel.

## Descripción
El arroyo nace cerca de la carretera que comunica la aldea de Gil Márquez con la localidad de Cortegana. En su nacimiento está embalsado para ser utilizado en caso de incendio forestal. Desciende por los montes conocidos como El Mosquito y tras pasar bajo el Puente de las Tres Fuentes afluye a la ribera del Moro, en un punto cercano al balneario de El Manzano y a la carretera HU-7100. El sus laderas se encuentran diferentes especies arbóreas (como encinas, chopos y alcornoques) y de matorral mediterráneo. En ella habitan mamíferos como el jabalí y aves rapaces como el cárabo, además de pequeños reptiles y anfibios. 

## Alrededores
- Gil Márquez
- Puente de las Tres Fuentes
- Balneario el Manzano
- Las Veredas
- Estación de Gil Márquez
- Barranco del Moro
- HU-7100

- Datos: Q5706274